# Selaginella phillipsina
Selaginella phillipsina är en mosslummerväxtart som först beskrevs av Georg Hans Emmo Emo Wolfgang Hieronymus, och fick sitt nu gällande namn av Arthur Hugh Garfit Alston. Selaginella phillipsina ingår i släktet mosslumrar, och familjen mosslummerväxter. Inga underarter finns listade i Catalogue of Life.